# Kachrylion
Kachrylion – starożytny garncarz grecki działający w Atenach pod koniec VI wieku p.n.e. Tworzył głównie czary, które były ozdabiane malowidłami wykonywanymi między innymi przez Eufroniosa i Oltosa.